# Šola za rezervne častnike RKBO JLA
Šola za rezervne častnike RKBO JLA (srbohrvaško: Škola za rezervne oficire ABHO JNA) je bila specialistična vojaška šola za rezervne častnike Jugoslovanske ljudske armade.
Kandidati so morali imeti opravljeno tehniško fakulteto (kemija, tehnologija, fizikalna kemija) ali srednjo tehniško šolo (kemija, tehnologija) z šolo za kvalificirane delavce - kemijske laborante. 
Šolanje je trajalo 4,5 meseca v šoli in nadaljnjih 7,5 mesecev stažiranja v enotah RKBO.

## Imena
- Šola rezervnih častnikov protikemijske zaščite (1947)
- Kemijska šola rezervnih častnikov (1953)
- Šola za rezervne častnike RKBO (1958)